# Oscar Sisto
Pour les articles homonymes, voir Sisto.
Oscar Sisto, né  le 6 juin 1957 à Posadas (Argentine) est un comédien, compositeur, metteur en scène argentin et pédagogue Franco-Argentin, connu pour sa contribution au théâtre et à l'enseignement de l'art dramatique.

## Biographie
Oscar Sisto commence ses études musicales à l’âge de six ans, en suivant des cours de piano.
Il développe très tôt une activité artistique au sein du collège Roque Gonzalez à Posadas, en Argentine.
Après avoir obtenu son baccalauréat, il entreprend des études d’architecture à Resistencia pendant trois ans, tout en suivant une formation de théâtre sous la direction de Carlos Schwaderer, spécialiste de la méthode Stanislavski.
En 1978, il s'installe à Buenos Aires, où il intègre l'école d'art dramatique de Lito Cruz et approfondit ses compétences en mise en scène (théâtre et opéra) avec Jaime Kogan au théâtre Payró.
Il perfectionne ensuite son jeu d'acteur à New York, au HB Studio dirigé par Uta Hagen.
Après son arrivée à Paris, il suit les cours de Pierre Reynal au théâtre de l'Athénée Louis-Jouvet et intègre la classe libre du cours Florent sous la direction de Francis Huster.
Il participe également aux séminaires animés par Peter Brook au théâtre des Bouffes-du-Nord.

## Carrière
Oscar Sisto a joué et mis en scène plusieurs pièces, dont :
- Le Songe d’une nuit d’été de William Shakespeare,
- Crime Magistral de Pascal Vrebos,
- Oncle Vania de Tchekhov,
- Le calcul de Jeanine Worms
- On purge Bébé de Feydeau,
- Couple ouvert à deux battants de Dario Fo,
- Les Bonnes de Jean Genet,
- L’Indien cherche le Bronx d’Israël Horowitz.

Il s’illustre à la scène internationale dans Mortadela d’Alfredo Arias, où il tient le rôle principal aux côtés de Marilú Marini. Ce spectacle remporte le Molière du meilleur spectacle musical en 1992 et est nommé aux Victoires de la musique.
En 2001, il devient professeur de théâtre pour l’émission Star Academy sur TF1, où il officie pendant trois saisons (saison 2 qui voit la victoire de Nolwenn Leroy, la saison 3, remportée par Élodie Frégé et la saison 4, qui a marqué le public et couronné Grégory Lemarchal) et dans laquelle il revient occasionnellement en tant que « guest » au château, ainsi qu'aux primes en 2023 et 2024.

## Travaux et collaborations
Oscar Sisto conçoit et met en scène Icones, une revue musicale produite par le théâtre du Casino Barrière de Lille pour deux saisons. Il collabore également avec Jamel Debbouze dans le cadre du Marrakech du rire, où il dirige la Master Class du Rire pendant neuf années consécutives, en partenariat avec l’Institut français de Marrakech.
Il dirige actuellement des cours de théâtre et de cinéma aux Studios On Air, situés à Mouvaux, dans la région lilloise. Cours dans lequel il a comme élève l'ancienne Miss France Rachel Legrain-Trapani.

## Théâtre

### Interprète et metteur en scène
- 1979 : Beaucoup de bruit pour rien de Shakespeare, à Buenos Aires.
- 1983 : Noces de sang, de Federico García Lorca au théâtre Constance (Paris).
- 1984 : Le Suicidaire de Nikolaï Erdman (prix de la meilleure mise en scène décerné dans le cadre de la semaine nationale de théâtre par le CLAPS sous le patronage du ministère de la culture) à L'Espace Marais et au théâtre du Calypso (Paris).
- 1991 : Tango Buenos Aires, revue musicale avec Amelita Baltar, au TLP-Déjazet Paris
- 1994 : La Guerre promise de Miguel Delibes (création en France) au Théâtre de Nesles Paris
- 1996 : Le Baiser de la femme araignée de Manuel Puig (voix de Marina Vlady et Philippine Leroy-Beaulieu) Paris
- 1998 : Transport de femmes de Steeve Gooch (voix de Jean Desailly et Simone Valère) Paris.
- 1998-1999 : Le Calcul de Jeannine Worms au Centre Culturel La Clef et Festival d'Avignon off 99.
- 2000-2001 : Le Rêve argentin d'Armando Discépolo, au Théâtre du Renard (Paris).
- 2004-2005 : Crime magistral de Pascal Vrebos, au théâtre Fontaine et au théâtre Le Temple
- 2009 : François d’Assise, Le rebelle d’après Le Très-Bas de Christian Bobin, créé au théâtre de Ménilmontan à Paris.

### Interprète
- 1977 : Cosas de pepito, mise en scène T.Toledo, à Buenos Aires.
- 1978 : Bodas de sangre de F.Garcia Lorca, mise en scène G.Gomez à Resistencia Argentine
- 1978 : Tartuffe de Molière, mise en scène T.Toledo à Buenos Aires.
- 1985-1987 : Tango Pile et Face, récital avec Eve Griliquez, au Tourtour puis en tournée en France et en Finlande.
- 1986 : Berlin, année 30, mise en scène Gudrun Scherrer, Opéra de Montpellier
- 1992-1994 : Mortadela écrit et mis en scène par Alfredo Arias, rôle du protagoniste au côté de Marilú Marini. Molière du meilleur spectacle musical. À La Cigale, au Théâtre du Montparnasse, en tournée en France, Belgique, Suisse et en Argentine.
- 2003 : Ubu roi d'Alfred Jarry, mise en scène Jacques Dupont. Théâtre Rive gauche et Petit Théâtre de Paris.

### Metteur en scène
- 1988-1997 : Bordeaux (théâtre Femina) et en tournée dans le Sud Ouest, sept spectacles musicaux produits par Mikado - Compagnie Marie-Céline.

La Chanson de Thorsilve a été joué à Paris (Café de la danse) et au festival d'été de Québec
- 1986 : Les Gouttes de Régis Jauffret au Guichet-Montparnasse, Paris
- 1988 : La Colombe et Aux Abysses de Djuna Barnes (création en France) au Guichet-Montparnasse
- 1989 : Si bleu, si calme de Luc Cendrier au théâtre de l'Européen (Paris)
- 1995 : Mafia (ma non troppo) Spectacle musical original à La Galerie de Nesle (Paris) 1989 Via Châlons, spectacle musical du bicentenaire de la ville de Châlons-sur-Marne.
- 1996 : Archiflore de Jeannine Worms au festival d'Avignon off.
- 1998 : Lune de miel sur Internet de Corinne Cousin au Guichet-Montparnasse
- 1998-1999 : Pardon Monsieur de Jeannine Worms (création en France) au Centre La Clef.
- 1999 : Les Bonnes de Jean Genet au Théâtre Les Déchargeurs (Paris).
- 2001 : Le Mouvement du Monde, spectacle musical portugais, textes de N.Judice, musique: Oscar Sisto au Th. de l'Épée de bois et 10e Festival du théâtre portugais en France.
- 2001 : Couple ouvert à deux battants de Dario Fo, au Théâtre Les Déchargeurs.
- 2002 : Oncle Vania de Anton Tchekhov, au Théâtre 13 Paris
- 2002 : Tan Lejos, spectacle musical de Gérard Dahan, Valenciennes et Théâtre des 2 rives Charenton.
- 2003 : Le Calcul de Jeannine Worms au Teatro Becket de Barcelone (Espagne)
- 2004-2005 : Une étoile aînée, spectacle musical de Chris Naoum et Oscar Sisto, Théâtre des 3 bornes -Théâtre Le Méry.
- 2005 : Jusqu'au bout de la vie, d'après les lettres des Desmoulins et des Rosenberg, Théâtre Les Déchargeurs, Paris
- 2005-2006 : Jack et le Haricot Magique, comédie musicale de Georges Dupuis et Philippe Manca, Le Casino de Paris - Le Temple.
- 2007 : Violon Dingue, comédie de Mohamed Bounouara. Mise en scène et musique : Oscar Sisto. Le Studio 77 (Paris)
- 2007 : Clameurs Publiques, d'après les écrits des Desmoulins, des Rosenberg et Zola. Le Studio 77 (Paris). Lausanne.
- 2007 : Le Songe d'une nuit d'été, William Shakespeare. 25e festival de théâtre des grandes écoles. Théâtre Le Miramar. Cannes.
- 2009 : On purge bébé de Feydeau à l'espace Pierre Cardin à Paris.
- 2009 : J'habite le placard[6], comédie policière de Xavier Bielawski. Théâtre Galli, Sanary-sur-Mer.
- 2015 : L'indien cherche le Bronx, comédie d'Israël Horovitz, avec Samy Naceri, Gregory Duvall et Karunakaran. Théâtre du Gymnase, Paris.
- 2017 : On Fait L'Amour Comme On Tue, de Pascal Vrebos, avec Ysa Ferrer et Benoît Badin. Théâtre Comedy Club, Paris.

## Filmographie

### Cinéma
- 2003 : Shadow Girl d'Isabelle Lukacie et de Steven-Marc Couchouron
- 2006 : Chrysalide d'Isabelle Lukacie et de Steven-Marc Couchouron

### Télévision
- 2002-2004 Star Academy :  Professeur de théâtre.
Dans le biopic consacré au gagnant de la quatrième saison Grégory Lemarchal, Pourquoi je vis (2020), son rôle est interprété par Julien Dokchine.
- 2008 - Louis la Brocante de Bruno Gantillon
- 2008 : Mortadela de Gérard Pullicino
- 2015 : Les Vacances des Anges 1 : coach de théâtre

### Court-métrage
- 2021 : 100 Liens de Billel Sakhri : Richard

## Distinctions
- 1984 - Prix de la meilleure mise en scène décerné dans le cadre de la semaine nationale de théâtre par le CLAPS sous le patronage du ministère de la Culture pour Le Suicidaire de Nikolaï Erdman
- 1993 - Molière du meilleur spectacle musical pour Mortadela écrit et mis en scène par Alfredo Arias, Oscar Sisto tenait le rôle du protagoniste au côté de Marilu Marini.
- 2007 - Récipiendaire de la Porte du savoir et de la connaissance tournée vers l'avenir - Caryopse Production